# Jónas Hallgrímsson

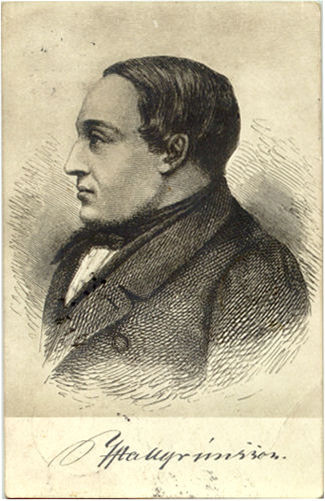
Jónas Hallgrímsson (1845)

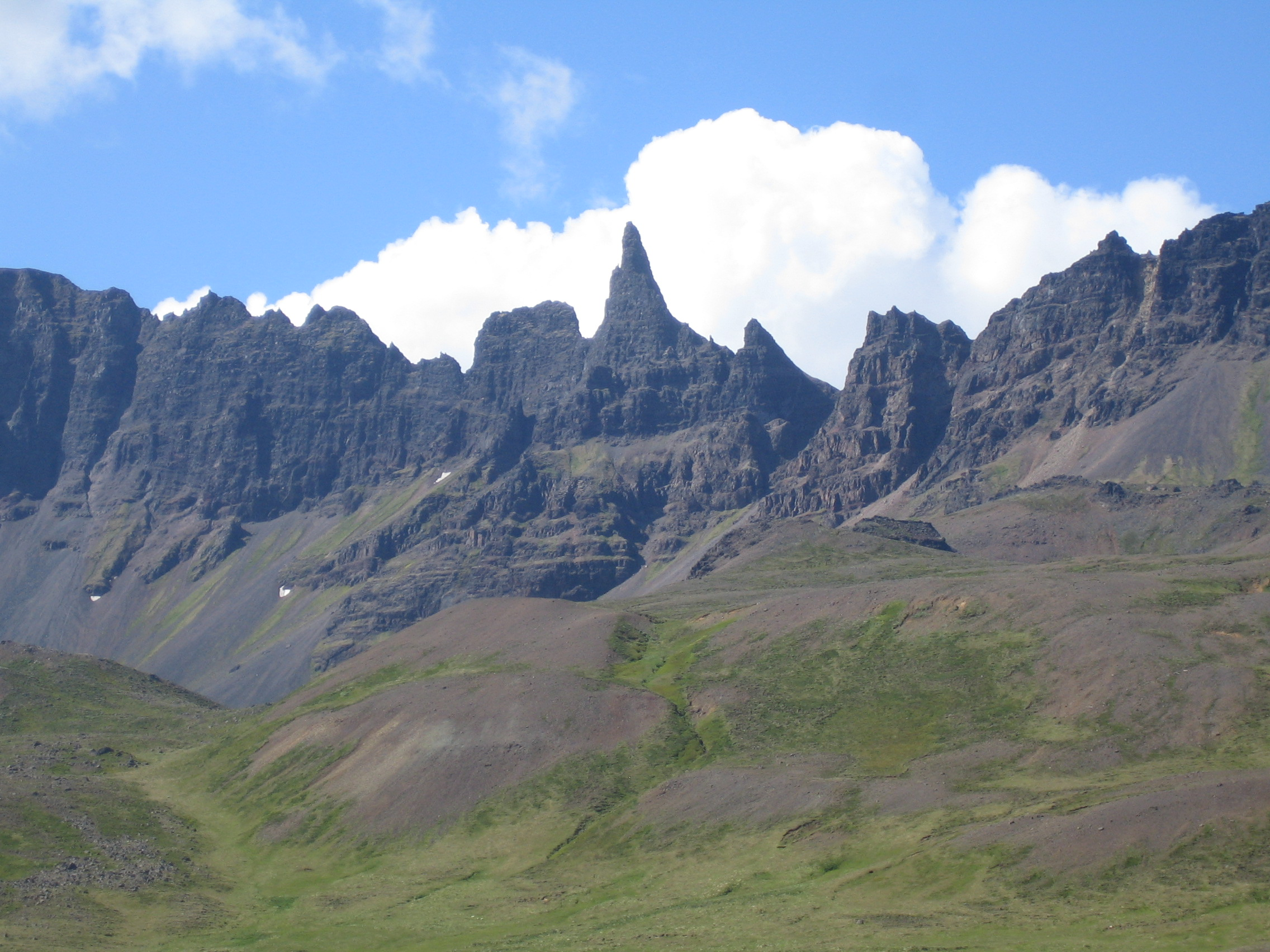
Hraundrangi, Jónas wuchs am Fuße dieser Bergzinnen auf (2007)

Wohnung von Jónas Hallgrímsson in Kopenhagen (2007)

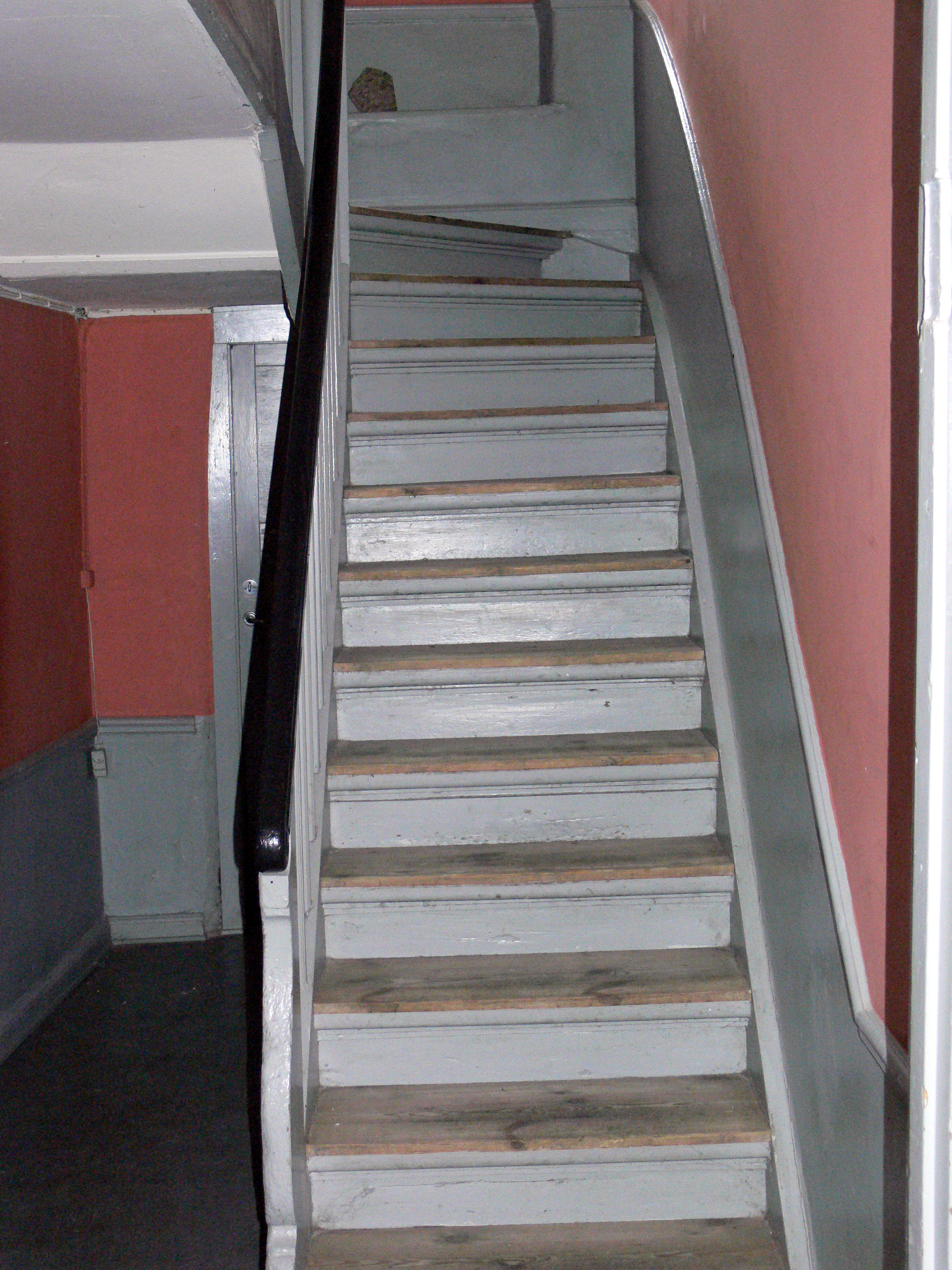
St. Pedersgade 22 in Kopenhagen. Hier stürzte Jónas Hallgrímsson und verletzte sich tödlich (2007)

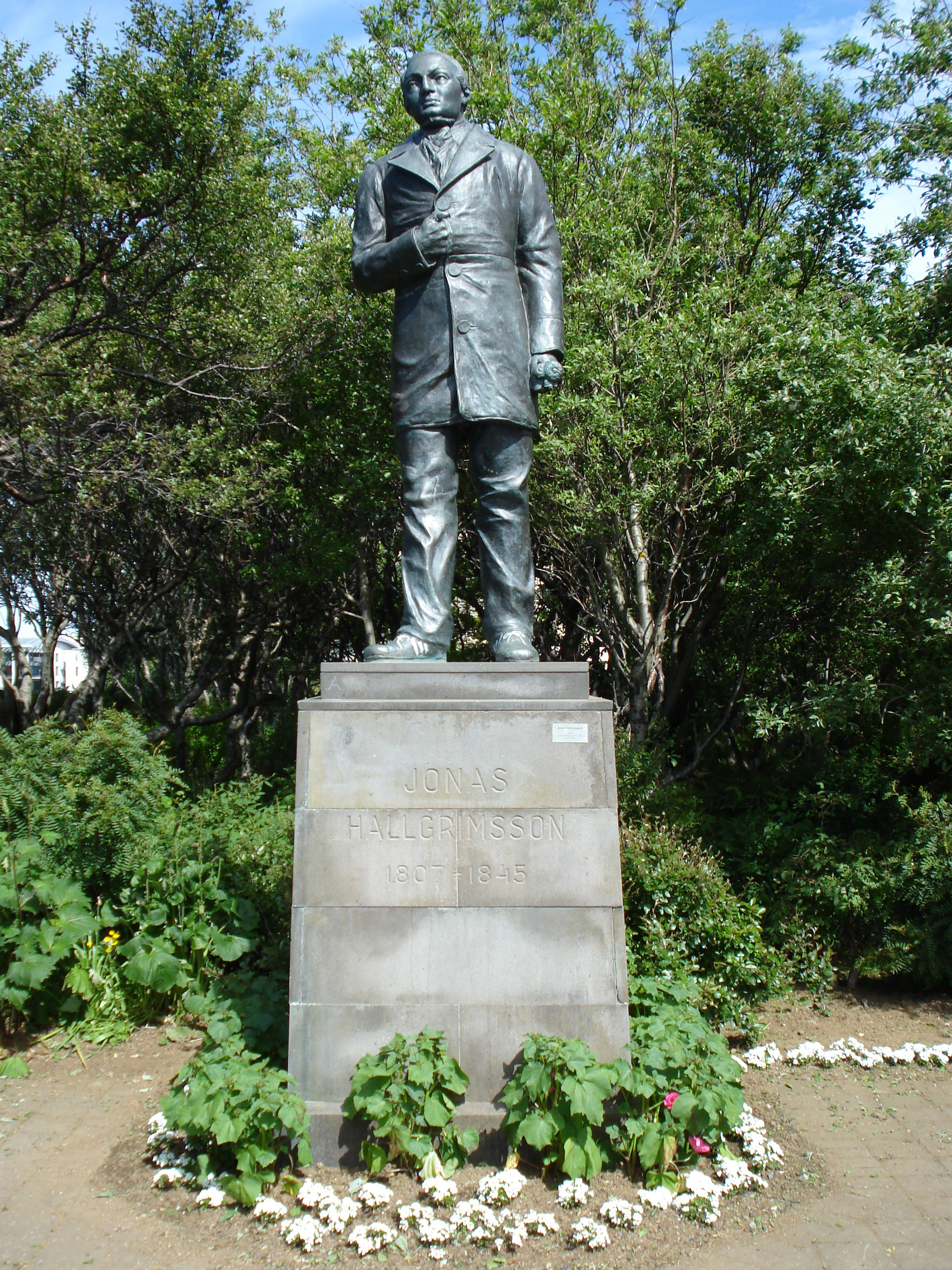
Denkmal für Jónas Hallgrímsson in Reykjavík, von Einar Jónsson (2007)

Jónas Hallgrímsson (* 16. November 1807 in Hraun im Öxnadalur, heute Gemeinde Hörgársveit; † 26. Mai 1845 in Kopenhagen) war ein isländischer Poet und Naturwissenschaftler, der in Island als Nationalheld verehrt wird.

## Leben und Werdegang
Seine Eltern waren der Kapellan Hallgrímur Þorsteinsson in Bægisá im Hörgárdalur im Landkreis Eyjafarðarsýsla und dessen Frau Rannveig Jónasdóttir. Er verbrachte seine Kindheit auf dem Hof Steinstaðir.
Mit 16 Jahren kam er auf die Lateinschule in Bessastaðir, die er 1829 verließ. Daraufhin arbeitete er die Jahre im Büro des Landvogtes in Reykjavík. 1832 bestand er die Zugangsprüfung für die Universität in Kopenhagen. Er begann ein Jura-Studium, das er aber bald aufgab. Dann studierte er Literaturwissenschaft und Zoologie.
Bald fand er Kontakt zu den übrigen isländischen Studenten in Kopenhagen und trat der Nationalen Fortschrittsbewegung bei. Er wurde Mitbegründer der Jahresschrift Fjölnir, dem Organ für die vaterländische Erweckungsbewegung, und eröffnete den ersten Jahrgang mit einem Programmgedicht „Island“, das ihn als Dichter ersten Ranges auswies: Schwärmerische Begeisterung für die Vorzeit, stimmungsvolle Naturbeschreibung und schmerzliche Wehmut über den Niedergang in der Gegenwart schmolzen hier zu einem strahlenden romantischen Lobpreis des Vaterlandes zusammen, wie es war und wie es wieder werden sollte. In den weiteren Artikeln in den folgenden Jahrgängen strebte er an, seine Landsleute für die Ästhetik und die Naturwissenschaft zu begeistern. Mit Konráð Gíslason übernahm er 1836 die Redaktion der Zeitschrift Skírnir für ein Jahr.
1837 unternahm er mit staatlicher Unterstützung eine naturwissenschaftliche Forschungsreise durch Island mit besonderem Augenmerk auf Geologie und Zoologie. Es sollten Vorarbeiten für eine naturwissenschaftliche Landesbeschreibung werden. Bei einer seiner Expeditionen verirrte er sich, wurde von schlechtem Wetter mit Graupeln überrascht und zog sich eine Lungenentzündung zu, die nicht mehr verheilte.
Nach seiner Rückkehr begab er sich zur Auswertung zunächst für ein Jahr an die Akademie von Sorø, ging aber dann nach Kopenhagen zurück, wo er am 26. Mai 1845 an den Folgen eines Treppensturzes mit kompliziertem Beinbruch starb.
Seine Energie entsprach nicht seinen hohen Begabungen. Alkohol und die von der Islandreise mitgebrachte verschleppte Lungenentzündung schwächten seine Schaffenskraft. Deshalb kam auch seine Islandbeschreibung nur langsam voran und war bei seinem Tod nicht weit gediehen. Von Bedeutung war nur sein Aufsatz De islandske Vulkaners Historie (Die Geschichte der isländischen Vulkane). Das Manuskript wurde von manchen späteren Forschern benutzt.

## Bedeutung und Werk
Jónas Hallgrímsson war der bedeutendste Dichter der isländischen Romantik. Seine Poesie ist immer noch sehr beliebt, viele seiner Gedichte sind in der Zwischenzeit vertont und gelten als traditionelle isländische Lieder, wie etwa Heiðlóarkvæði, Ég bið að heilsa und Álfareiðin.
Er war ein Verehrer des deutschen Dichters und Schriftstellers Heinrich Heine und übersetzte etliche seiner Lieder ins Isländische. Heine hatte auch Einfluss auf seine Dichtung, sowohl in der Form, als auch in den steilen Stimmungsumschwüngen. Er hat auch als erster isländische Kritiken geschrieben, so seine vernichtende Kritik an S. Breiðfjörðs „Rímur“ in „Fjölnir“, wie auch die gesamte Rímur-Dichtung für ihn und seinen Kreis für einen Beleg für die geistlose Barbarei des Niedergangs gehalten wurde. Nur wenige Gedichte sind zu seinen Lebzeiten erschienen, vor allem in Fjölnir. Nach seinem Tode wurden 1847 die unveröffentlichten Gedichte im Lyrikband „Ljóðmæli“ herausgegeben. 1883 erschien eine weitere Auflage, die auch seine Prosaschriften enthielt. Seine zoologischen Arbeiten und eine kurze Biographie erschien mit französischer Übersetzung von L. O. Gaillard: Jónas Hallgrímsson ses travaux zoologiques. Kopenhagen 1890.
Sein früher Tod wurde als schwerer Schlag für die isländische literarische Kultur empfunden.
Das Leben und Werk des isländischen Dichters und Naturforschers Eggert Ólafsson,  dem er ein Lied (Hulduljóð) widmete, hatte Einfluss auf Jónas Hallgrímsson. Er sah ihn als bedeutendsten Mann Islands der letzten Jahrhunderte an.
Jónas Hallgrímssons Rolle als „Lieblingssohn der Nation“ karikiert Halldór Laxness in seinem Roman Atomstation.
Sein Porträt ist auf dem 10.000-Kronur-Geldschein abgedruckt.

## Werke (Auswahl)
- Heiðlóarkvæði
- Ég bið að heilsa
- Álfareiðin
- Hulduljóð, darin verehrt Jónas Hallgrímsson den Dichter und Naturforscher Eggert Ólafsson